# Vejrup Andel
Vejrup Andels Grovvareforening a.m.b.a. (V.A.G) er et dansk landbrugs- og grovvareselskab med hovedkvarter i Roust ved Esbjerg. Selskabet er ejet af 274 andelshavene landmænd. Der er ca. 22 fuldtidsstillinger i virksomheden, der blev etableret i 1905. De er engageret i handel med korn, foder, energi og landbrugsartikler samt produktion af foder.